# 人妻椿
『人妻椿』（ひとづまつばき）は、小島政二郎の小説作品、及びそれを原作とした映画、ドラマ化作品である。

## 概要
1935年から37年に『主婦之友』に連載された。戦後の私小説『甘肌』で小島は、編集者の言うがまま、顔を赤らめつつ書いた通俗小説だと言っている。

## あらすじ
矢野昭は孤児だったのを拾って営業部長にまでしてくれた有村社長の殺人罪容疑を、身代わりになって行方を眩ます。有村社長は矢野の妻子の面倒を見ると約束しながら急死してしまう。社長の息子・恒也は、本当は社長が犯人と訴えても取り合わず、残された妻・嘉子は、息子・準一を抱えて世間の荒波に翻弄されるのだった。

## 映画

### 1936年版
1936年10月4日に前篇、同年10月29日に後篇が公開。松竹キネマ配給。

#### キャスト
- 矢野昭：佐分利信
- 妻・嘉子：川崎弘子
- 草間俊夫：上原謙
- 有村喜助：藤野秀夫（前編）
- 妻・静子：青木しのぶ（前編）
- 息子・恒也：山内光
- 娘・珠実：三宅邦子
- 多門寺和尚：上山草人
- 嘉子の父勉蔵：野寺正一
- 大工徳三郎：坂本武
- 千代：飯田蝶子
- 嘉子の子準一：小島和子
- 網元渡辺虎一：笠智衆
- 小板橋大助：武田秀郎（前編）
- 車夫：新井淳（前編）
- 映画社撮影所長：大山健二（前編）
- 塚本支配人：谷麗光（前編）
- 藤木安兵衛：河原侃二（前編）
- 米屋の番頭：宮嶋健一（前編）
- 酒屋の番頭：長尾寛（前編）
- 浜の若い衆：磯野秋雄（前編）
- 浜の若い衆 ：阿部正三郎（前編）
- 酒屋のマダム：立花泰子（前編）
- 女給：忍節子（前編）
- 近藤：河村黎吉（後編）
- せん：吉川満子（後編）
- 草間の母とき子：二葉かほる（後編）
- 棟梁大辰：水島亮太郎（後編）
- 三吉：南部耕作（後編）
- お絹：大塚君代（後編）
- 女将：岡村文子（後編）
- 小芳：若水絹子（後編）
- 書生：赤地重雄（後編）
- 芸妓：浪花友子（後編）
- 芸妓：久原良子（後編）
- 芸妓：水戸光子（後編）
- 下宿のおばさん：高松栄子（後編）

#### スタッフ
- 監督：野村浩将
- 監督補助：北村栄将、松村清四郎、田中忠夫、倉本勝
- 脚色：柳井隆雄
- 原作：小島政二郎
- 撮影：高橋通夫
- 応援撮影：青木勇（前編）、長岡博之（前篇）、田中武治（後篇）
- 撮影補助：中村誠二、今村秀男、河合規矩雄（前篇）、桜井清寿（後篇）
- 作曲指導：万城目正
- 同補助：田中豊蔵、山田宗治郎
- 演奏：松竹大船楽団
- 監修：鈴川家潤
- 美術担当：浜田辰雄
- 録音：妹尾芳三郎、大谷昌充、松本正徳、青木新一郎、土橋武夫（後篇）
- 配光：加藤政雄
- 編集：高橋通夫
- 現像焼付：納所歳巳、阿部鉉太郎
- 記録：田島俊雄
- タイトル：藤岡秀三郎
- 衣裳：林栄吉
- 結髪：増淵いよの
- 字幕撮影：広木正幹

#### 主題歌
- 『人妻椿[1]』
  - 作詞：高橋掬太郎 / 作曲：竹岡信幸 / 編曲：奥山貞吉 / 歌：松平晃
- 『片羽鳥』
  - 作詞：山田としを / 作曲：万城目正 / 編曲：服部良一 / 歌：音丸

### 1956年版
1956年5月25日公開。松竹配給。

#### キャスト
- 有村喜助：須賀不二男
- 有村恒也：佐竹明夫
- 有村珠実：七浦弘子
- 有村静子：吉川満子
- 矢野昭：高橋貞二
- 矢野嘉子：杉田弘子
- 矢野準一：二木まこと
- 勉蔵：北龍二
- 虎一：山形勲
- 円海和尚：川虎之助
- 草間俊夫：大木実
- 酒井千代：淡島千景
- 伊藤：菅佐原英一
- 小板橋大助：山路義人
- 小板橋せん：村瀬幸子
- 近藤：柳永二郎
- 藤本安兵衛：十朱久雄
- 塚本：小林十九二
- 分武蔵の女将：水上令子
- 嘉子の下宿の内儀：二宮照子
- 仕立家の親爺：川村禾門
- 老婆：高松栄子
- 医者：土紀就一
- 年増芸妓：水木凉子

#### スタッフ
- 監督：原研吉
- 製作：大谷浩通
- 脚色：斎藤良輔
- 撮影：森田俊保
- 音楽：加藤三雄
- 美術：平高主計
- 録音：山懸義人
- 照明：豊島良三

### 1967年版
1967年6月10日公開。松竹配給。

#### キャスト
- 矢野昭：栗塚旭
- 矢野嘉子：三田佳子
- 草間俊夫：園井啓介
- 伊藤：和崎俊哉
- 有村珠美：中村晃子
- 有村恒也：大村文武
- 近藤：菅原文太
- 矢野秋子：吉野比弓
- 有村喜助：三津田健
- 勉蔵：北村英三
- 小板橋大助：加藤嘉
- 小板橋せん：三益愛子
- 加川：高野真二（現・高野眞二）
- 三宅：柳沢真一
- 医者：山本幸栄

#### スタッフ
- 監督：市村泰一
- 製作：斎藤次男
- 脚色：桜井義久、元持栄美
- 撮影：小杉正雄
- 音楽：小川寛興
- 美術：芳野尹孝
- 編集：石井巌
- 録音：平松時夫
- スチル：佐々木千代治
- 照明：佐久間丈彦

## TVドラマ

### 1966年版
1966年6月13日～12月2日（近畿地方は同年7月25日～1967年1月20日）にABC「テレビ映画」枠にて放送された。

#### キャスト
- 三原有美子
- 睦五郎（現・睦五朗）
- 久保春二

#### スタッフ
- 監督：小池淳

#### 主題歌
- 『人妻椿』 
  - 作詞：高橋掬太郎 / 作曲：竹岡信幸 / 歌：三島敏夫
  - 1936年版映画主題歌のカバー。

| 朝日放送制作・TBS系列 テレビ映画 | 朝日放送制作・TBS系列 テレビ映画 | 朝日放送制作・TBS系列 テレビ映画 |
| 前番組                           | 番組名                           | 次番組                           |
| -------------------------------- | -------------------------------- | -------------------------------- |
| 続・女の斜塔                     | 人妻椿（1966年版）               | 女の自画像                       |

### 1971年版
1971年8月30日～10月29日にTBS「花王 愛の劇場」枠にて放送された。

#### キャスト
- 三ツ矢歌子
- 船戸順
- 志村喬